# Basim
Anis Basim Moujahid, noto semplicemente come Basim (Hovedstaden, 4 luglio 1992), è un cantautore danese, di origine marocchina.

## Biografia
All'età di 15 anni ha partecipato all'edizione 2008 del talent-show The X Factor. Successivamente ha inciso il suo primo album, che raggiungerà la posizione numero 8 della classifica danese. Nell'ottobre 2009 ha fato uscire il suo secondo album Befri dig selv (trad. "Liberatevi"). Nel 2014 ha vinto le qualificazioni interne per l'ammissione all'Eurovision Song Contest 2014, che si tiene proprio in Danimarca, a Copenaghen. Il singolo Cliche Love Song ha conseguito un ottimo successo.

## Discografia

### Album
- 2008 - Alt det jeg ville have sagt
- 2009 - Befri dig selv

### EP
- 2013 - 5

### Singoli
- 2011 - Ta' mig tillbage
- 2014 - Cliche Love Song